# Brachyrtacus celatus
Brachyrtacus celatus är en insektsart som beskrevs av Sharp 1898. Brachyrtacus celatus ingår i släktet Brachyrtacus och familjen Phasmatidae. Inga underarter finns listade.